# Vương tôn nữ Lilibet xứ Sussex
Vương tôn nữ Lilibet xứ Sussex (Lilibet Diana; sinh ngày 4 tháng 6 năm 2021) là con gái của Vương tử Harry, Công tước xứ Sussex và Meghan Markle. Cô bé là cháu thứ 5 của Quốc vương Vương quốc Anh Charles III và đứng thứ 7 trong hàng kế vị ngai vàng của Anh sau bác của mình, William, Thân vương xứ Wales và ba người con của bác, bố mình, Vương tử Harry và anh trai

## Tiểu sử
Vương tôn nữ Lilibet được sinh ra tại Bệnh viện Santa Barbara Cottage ở Santa Barbara, California, vào ngày 4 tháng 6 năm 2021 lúc 11:40 PDT (18:40 UTC). Cô bé được đặt theo tên của bà cố nội, Nữ vương Elizabeth II, người được gia đình gọi là "Lilibet", và bà nội của cô bé , Diana, Vương phi xứ Wales. Cô được gọi là "Lili", một dạng tên gọi thân mật của "Lilibet".
Về cái tên "Lilibet", phía bên cung điện nói rằng Nữ vương Elizabeth chưa được hỏi ý kiến bởi Công tước và Bà Công tước xứ Susex về việc lấy tên của mình đặt cho đứa chắt. Trong khi đó, Vương tử Harry và Meghan đã phản bác lại. Phát ngôn viên của họ nói rằng, đã trao đổi với Nữ vương về việc đặt tên "Lilibet" và sẽ chẳng bao giờ lấy tên đó nếu Nữ vương không cho phép.
Vương tôn nữ Lilibet là hậu duệ của gia đình vương thất Anh và có tổ tiên là nhiều chủng tộc, có dòng dõi mẹ là người Mỹ gốc Phi và người Mỹ gốc Âu.  Cô bé có hai quốc tịch Hoa Kỳ và Vương quốc Anh.

## Tước hiệu và nối ngôi
Lilibet đứng thứ 7 trong hàng kế vị ngai vàng của Anh. Tính đến  năm 2021, cô bé là người có thứ hạng cao nhất trong dòng được sinh ra ở nước ngoài. Con gái của các công tước được phong tước hiệu "Công nữ" trước tên họ. Theo luật của Vua George V vào tháng 11 năm 1917, các cháu thuộc dòng nam của quân vương trị vì sẽ có tước hiệu Vương tôn. Tuy nhiên với ước muốn tinh giảm quy mô gia đình hoàng gia của Charles III, Lilibet không có tước hiệu vương tôn nữ khi ông lên ngôi mà chỉ đơn giản là Miss Lilibet Mountbatten-Windsor. Kể từ ngày 9 tháng 3 năm 2023, theo trang wed Vương thất Anh, Lilibet được gọi là Vương tôn nữ Lilibet xứ Sussex.
- 4 tháng 6 năm 2021 – 9 tháng 3 năm 2023: Miss Lilibet Mountbatten-Windsor.
- 9 tháng 3 năm 2023 – nay: Vương tôn nữ Lilibet xứ Sussex